# Пам'ятник комсомольцям (Севастополь)
Пам'ятник «Мужності, стійкості, вірності комсомольській» — пам'ятник у Ленінському районі Севастополя. Розміщений у сквері воїнів-інтернаціоналістів (вулиці Леніна). Присвячений комсомольцям міста — учасникам боїв за Севастополь в 1941—1942 роках і які відновлювали зруйнований місто в післявоєнні роки. Відкритий 29 жовтня 1963 року за проектом скульптора С. О. Чижа і архітектора В. І. Фоміна. Створений за кошти комсомольців міста.

## Опис
Пам'ятник являє собою трифігурну композицію, виконану з органічного скла, тонованого під бронзу. Її центром є постать солдата з гвинтівкою в руках, з накинутою на плечі плащ-палаткою, ліворуч від нього — дівчина-санітарка з медичною сумкою через плече, попереду — фігура пораненого матроса зі зв'язкою гранат.
Фігури розташовані на невеликому п'єдесталі, постамент вирішено у вигляді зрізаної піраміди з діориту на багатоступеневій основі. На постаменті пам'ятника написані слова російською мовою: «Мужності, стійкості, вірності комсомольській». Загальна висота пам'ятника 7,9 метрів, висота скульптури — 3,2 метра.

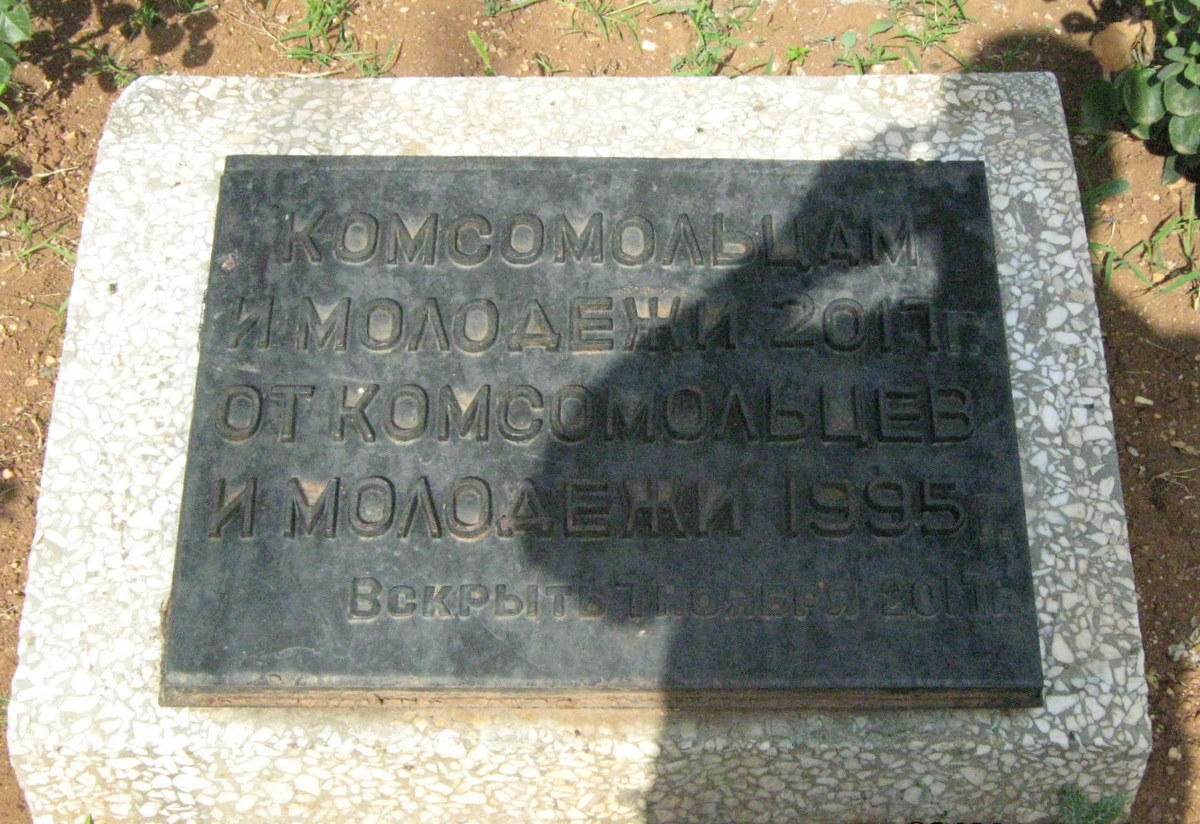
місце з капсулою

Біля підніжжя пам'ятника була поміщена капсула з посланням комсомольців 1960-х років комсомольцям 1990-х років. Вона була розкрита 5 травня 1995 року. У тому ж році заклали нову капсулу. Її належить розкрити комсомольцям 7 листопада 2017 року.